# Vierge à l'Enfant avec deux anges (Botticelli, Chicago)
Pour les articles homonymes, voir Vierge à l'Enfant avec deux anges.
Vierge à l'Enfant avec deux anges est un tableau réalisé vers 1485-1495 par le peintre florentin Sandro Botticelli.  Tondo de 34,4 centimètres de diamètre, l'œuvre est conservée à l'Art Institute of Chicago, à Chicago, aux États-Unis.

## Description
Cette tempera sur bois représente une Vierge à l'Enfant entre deux anges tenant ouverts des rideaux aux liserés dorés formant un dais au-dessus de la Vierge et dévoilant ainsi un paysage champêtre au ciel bleu lointain et des collines verdoyantes. Au second plan, des arbres en contre-jour encadrent la tête de la Vierge placée au centre. Les anges ainsi que l'Enfant Jésus ont un de leurs pieds posés sur des socles de bois portant des bas-reliefs sculptés sur leurs faces latérales. Une estrade globale se dévoile sous les pieds de la Vierge posés sur un pan de tissu de même facture que les rideaux.